# Ferrovia Cervignano-San Giovanni al Natisone
La ferrovia Cervignano-San Giovanni al Natisone è stata una linea ferroviaria a scartamento ridotto del nord-est italiano che fu in attività durante la prima guerra mondiale e faceva parte di una vasta rete di linee che collegavano alcune delle maggiori località situate sul fronte con quelle delle retrovie.
Terminato il conflitto, la rete di ferrovie militari fu disarmata.

## Percorso
|  | Continuation backward |

|  | Station on track | Unknown route-map component "exKBHFa" |

| Unknown route-map component "CONTgq" | One way rightward | Unknown route-map component "exSTR" |

|  |  | Unknown route-map component "exBHF" |

|  | Unknown route-map component "exCONTgq" | Unknown route-map component "exABZgr" |

|  |  | Unknown route-map component "exHST" |

|  |  | Unknown route-map component "exBHF" |

|  | Unknown route-map component "exCONTgq" | Unknown route-map component "exvSTR+r-SHI1+r" |

|  |  | Unknown route-map component "exvHST" |

|  |  | Unknown route-map component "exSPLe" |

|  |  | Unknown route-map component "exBHF" |

| Unknown route-map component "exENDEaq" | Unknown route-map component "exBHFq" | Unknown route-map component "exABZgr+r" |

|  |  |  |  | Unknown route-map component "exABZg+l" | Unknown route-map component "exCONTfq" |  |

|  |  | Unknown route-map component "exHST" |

|  |  |  |  | Unknown route-map component "exABZg+l" | Unknown route-map component "exCONTfq" |  |

|  |  | Unknown route-map component "exBHF" |

|  | Unknown route-map component "exCONTgq" | Unknown route-map component "exABZgr+r" |

|  |  | Unknown route-map component "exHST" |

|  |  |  |  | Unknown route-map component "exABZg+l" | Unknown route-map component "exCONTfq" |  |

|  |  | Unknown route-map component "exHST" |

|  |  | Unknown route-map component "CONTgq" | Unknown route-map component "xKRZ" | Unknown route-map component "CONTfq" |

|  |  |  |  | Unknown route-map component "exABZg+l" | Unknown route-map component "exKBHFeq" |  |

|  |  | Unknown route-map component "exBHF" |

|  |  | Unknown route-map component "exCONTf" |

La ferrovia iniziava presso uno scalo situato vicino alla stazione ferroviaria di Cervignano del Friuli e, dopo poche centinaia di metri, si trovava l'impianto di Cervignano Porto, punto in cui si diramava il raccordo per Villa Vicentina. Successivamente a questa stazione si trovavano gli impianti di Saciletto, Perteole e Cavenzano. Dopo Cavenzano si trovava la stazione di Campolongo al Torre, dalla quale si diramava una breve linea diretta a Tapogliano. Superati i bivi delle linee per Strassoldo e per Palmanova si trovava lo scalo di Viscone, superato il quale c'erano la scambio che immetteva sul binario per Gradisca d'Isonzo, il bivio della linea per Risano e quello diretto alla stazione di S. Giovanni al Natisone Succursale. Stazione terminale della linea era quella di San Giovanni al Natisone Centro.
|  | Unknown route-map component "exCONTg" |

|  | Unknown route-map component "exBHF" |

| Unknown route-map component "exKBHFaq" | Unknown route-map component "exABZgr" |  |

|  | Unknown route-map component "exBHF" |

| Unknown route-map component "exCONTgq" | Unknown route-map component "exABZgr" |  |

|  | Unknown route-map component "exBHF" |

| Unknown route-map component "exCONTgq" | Unknown route-map component "exABZgr" |  |

| Unknown route-map component "exENDEaq" | Unknown route-map component "exABZgr" |  |

|  | Unknown route-map component "exHST" |

|  | Unknown route-map component "exBHF" |

|  | Unknown route-map component "exSTR" | Continuation backward |

|  | Unknown route-map component "exSTR" | Unknown route-map component "KBHFxe" |

|  | Unknown route-map component "exBHF" | Unknown route-map component "exBHF" |

|  | Unknown route-map component "exENDEe" | Unknown route-map component "exCONTf" |

La prima stazione della linea era quella di San Giovanni al Nat. Centro, superata la quale, si incontravano il bivio per S. Rocco e, quindi, la stazione di Sant'Andrat del Iudrio Succursale, punto di diramazione della linea per Trussio. Successivamente a questo impianto si trovavano lo scalo di Sant'Andrat del Iudrio Centro, il bivio della linea per Dolegna, un raccordo e, infine, la stazione di Cividale del Friuli, posta in prossimità di quella della ferrovia da Udine, gestita, all'epoca, dalla Società Veneta.

## Fonte
- https://digilander.libero.it/ferroviemilitari/
- Giovanni Cornolò, La Società Veneta Ferrovie, Duegi Editrice, Albignasego, 2005. ISBN 88-900979-6-5
- Andrea Giuntini, Stefano Maggi, La Grande Guerra e le ferrovie in Italia, il Mulino, Bologna, 2017, ISBN 978-88-15-27440-3